# This Perfect Day
This Perfect Day är en popgrupp från Skellefteå i Sverige, bildad 1987. Gruppnamnet är lånat från Ira Levins science fiction-roman En vacker dag från 1970.

## Historik
Bandet bildades 1987 i Skellefteå och gav till en början ut musikkassetter och vinylsinglar på det lokala skivbolaget A West Side Fabrication. Efter en spelning på Hultsfredsfestivalen 1991 blev bandet upplockade av MNW:s underetikett Soap Records.
Debutalbumet Rubber Soul var poppigt och fullt med referenser och namedropping. Andra självbetitlande albumet var rockigare och vuxnare och med det fick man framgångar i bland annat Sydostasien, där man turnerade.
1994 släpptes singeln Oh Susie som var en re-make av Secret Services hit från 80-talet. Singeln finns med på 2:a upplagan av deras självbetitlade album och på samlingsskivan Setting things straight 87-07.
1995 kom albumet Don't Smile som inte sålde särskilt bra, trots turnéer i USA och i Asien.
1997 släpptes This Perfect Days sista album, en hyllning till musikkassetten, C-60. Bandet fick en stor hit med singeln Fishtank som bl.a. blev etta på Trackslistan.
Bandet fortsatte turnera hårt 1998 och det var meningen att man skulle släppa en samlingsplatta med nya singlar 1999. Detta rann dock ut i sanden då skivbolaget MNW samtidigt gick in i en turbulent tid.
2001 gjorde bandet en spelning i Växjö.

## Medlemmar
- Mats Eriksson (musiker) (sång), född 1968 i Skellefteå. Delägare i och driver i dag reklambyrån FAMILJENPANGEA[1].
- Ove Markström (gitarr, körsång)
- Peter Fahlgren (basgitarr)
- Rickard Johansson (gitarr, keyboard)
- Johan Nilsson (musiker) (trummor, keyboard, körsång)
- Ralph Tjärnlund (trummor 1987-1994)

## Diskografi

### Album
- 1992 - Rubber Soul
- 1993 - This Perfect Day
- 1995 - Don't Smile
- 1997 - C-60
- 2007 - Setting Things Straight 1987-2007 (samlingsalbum)

### Singlar
- 1987 - Christ, Marx, Wood and Wei
- 1988 - Songs About Love and Affection
- 1990 - Balcony Love
- 1991 - Postcard Summers
- 1992 - This Friendship Of Ours
- 1992 - In The Mood
- 1992 - She's Got A Horse Of Her Own
- 1993 - I'm in Love
- 1993 - Can't You See
- 1994 - Oh Susie
- 1995 - It's A Shame
- 1995 - Simply Irresistible
- 1997 - Fishtank
- 1997 - Could Have Been Friends
- 1997 - Dolphins
- 2007 - Circles

### Fotnoter
1. ↑  ”familjen.se”. Arkiverad från originalet den 11 augusti 2010. https://web.archive.org/web/20100811083649/http://www.familjen.se/. Läst 10 september 2010.